# Campeonato Panamericano de Béisbol Sub-12 de 2007
El Campeonato Panamericano de Béisbol Sub-12 de 2007 con categoría Infantil AA, se disputó en Ixtapa, México del 2 al 11 de septiembre de 2007. El oro se lo llevó Venezuela por octava vez.

## Equipos participantes
- Brasil
- Colombia
- Panamá
- Puerto Rico
- República Dominicana
- Venezuela

## Resultados
| Posición | Selección            |
| -------- | -------------------- |
|          | Venezuela            |
|          | Puerto Rico          |
|          | Panamá               |
| 4°       | Colombia             |
| 5°       | República Dominicana |
| 6°       | Brasil               |